# St. Sylvester (Appercha)

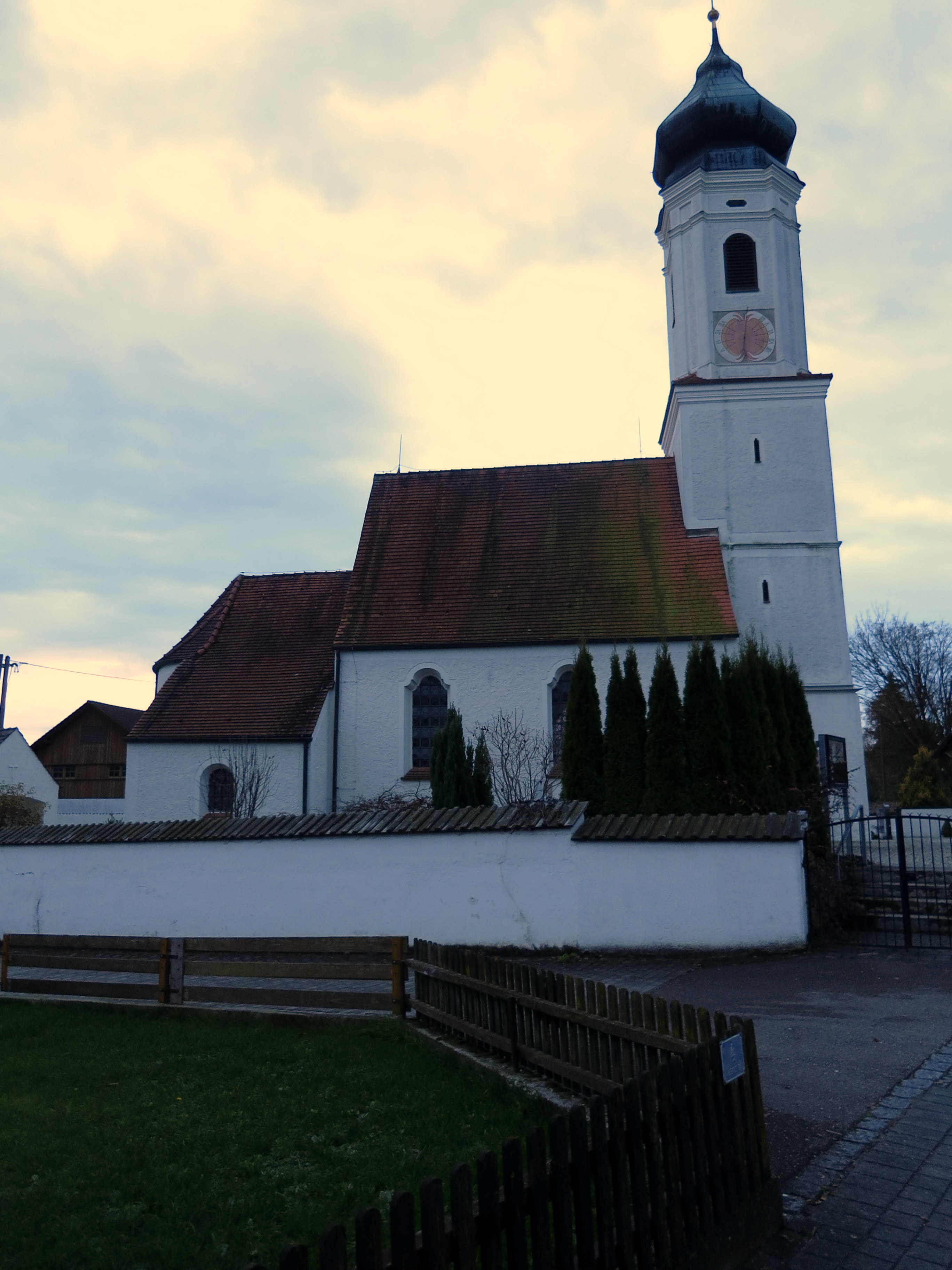
St. Sylvester – eine barocke Filialkirche

Die Filialkirche St. Sylvester im Ortsteil Appercha der Gemeinde Fahrenzhausen im Landkreis Freising ist ein barocker Neubau aus dem Jahre 1738, bei dem der gotische Bau weitgehend abgetragen wurde. Der heutige Chor stammt zum Teil noch von der alten Kirche. Dieser Kirchenbau ist ein geschütztes Baudenkmal und in der Liste der Baudenkmäler in Fahrenzhausen unter der Denkmalnummer D-1-78-123-4 geführt.

## Geschichte
Wann die erste Kirche aus Stein gebaut wurde, ist nicht bekannt. Bei Renovierungsarbeiten in den 1970er Jahren entdeckte man noch Reste einer spätromanischen Anlage, sie hatte kleine (später zugemauerte) Fenster und einen Schmuckfries an der Außenwand. Dieses Schmuckfries ist unter dem heutigen Putz noch erhalten. Kirchen im Stil der Romanik wurden in dieser Gegend bis um 1300 gebaut.
Schriftlich wurde eine Kirche erstmals in der Konradinischen Matrikel von 1315 erwähnt. Im Jahr 1524 wird erstmals in einer Matrikel das Patrozinium von „Abberchach“ genannt: Es war damals noch Johannes der Täufer. Der Wechsel zum Patron Papst Silvester (oder Sylvester) erfolgte wohl zwischen 1560 und 1679.
Die Anschaffung der Seitenaltäre in Appercha im Jahr 1679 ist belegt. Ein Stilvergleich spricht dafür, dass alle drei Altäre vom selben Künstler bzw. der Hochaltar in Kenntnis der Seitenaltäre oder umgekehrt geschaffen wurden. Die heutige Kirche mit ihren geschweiften Fenstern stammt im Wesentlichen aus der Zeit um 1738, als das alte gotische Kirchenschiff abgetragen und neu aufgebaut wurde. Auch der Kirchturm stammt zum Teil aus dieser Zeit. Lediglich der wesentlich kleinere und schmälere Chor ist noch aus dem Mittelalter erhalten. Im Turm hängen zwei sehr alte Glocken, die in den Jahren 1485 und 1481 gegossen wurden.
Am 9. September 1866 wurde Appercha von einem „großen Brandunglück“ heimgesucht. Die Kirche dürfte wohl nicht davon betroffen gewesen sein; dies wäre sonst im Zeitungsbericht erwähnt worden.
In den Jahren 1973 bis 1975 wurde die Kirche von Grund auf renoviert. Die Außenmauern wurden oberhalb der Grundmauern waagerecht durchschnitten, gegen Feuchtigkeit isoliert und auf einen neuen Betonsockel gestellt.
In den ersten Jahren des 21. Jahrhunderts hat der langjährige Kirchenpfleger Johann Rottenfußer die Inneneinrichtung der Kirche um mehrere Kunstschlosser-Arbeiten ergänzt:
Verzierung des Portalgitters (2007), Apostelleuchter (2008), Leuchterarm für die Ewig-Licht-Ampel (2009), Chorglocke (2016), Totengedenkbrett mit Ständer für Opferkerzen (2016).
Rottenfußer hat diese Arbeiten in den Formen des Barock- bzw. Rokoko-Stils erstellt, der der Kirche ihr Gepräge gibt. Rottenfußer stiftete diese Einrichtungsgegenstände der Kirche.

## Ausstattung

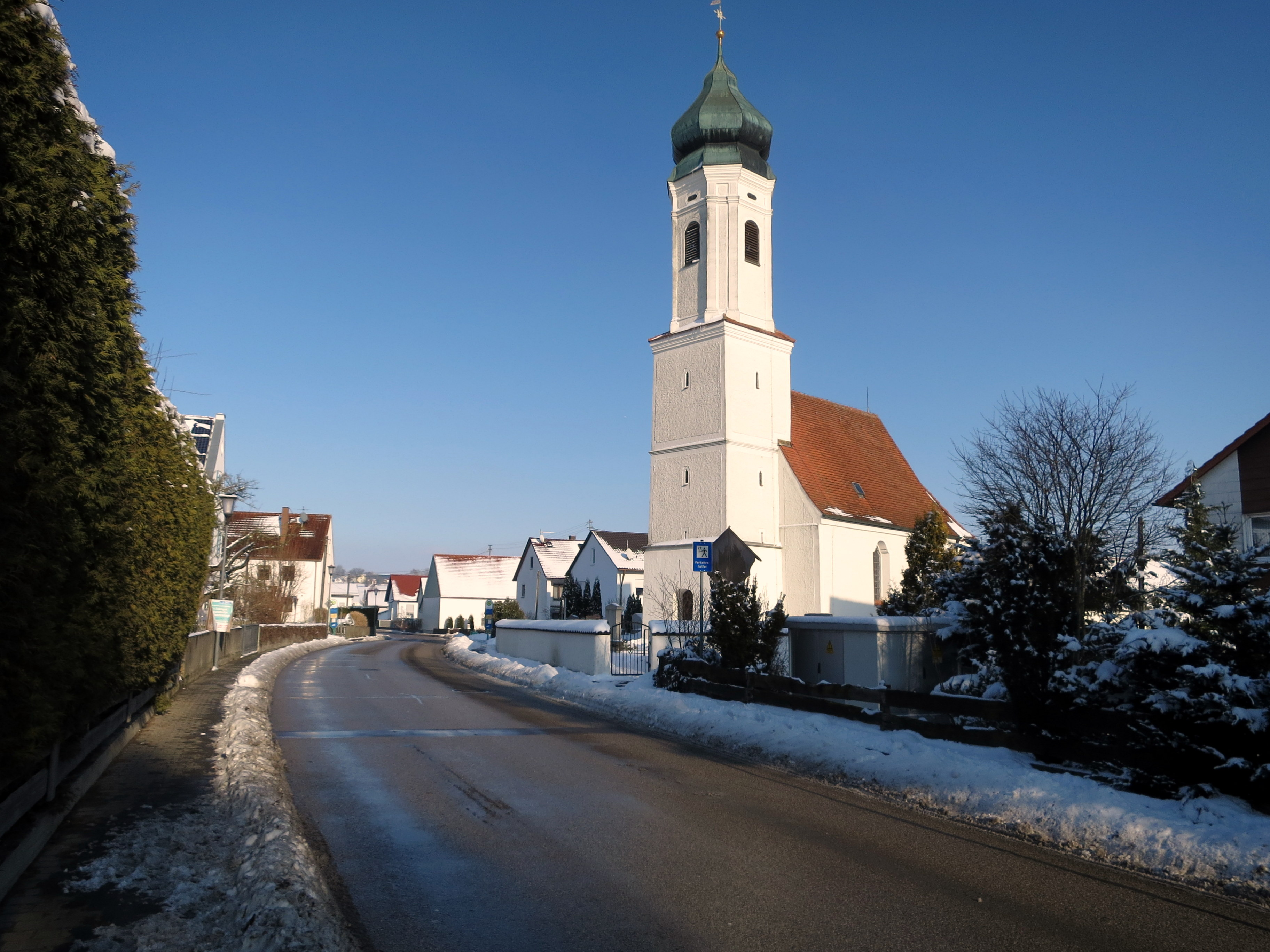
St. Sylvester

Die Kircheneinrichtung ist barock. Die Altäre sind älter als das Kirchenschiff. Sie stammen aus der Zeit um 1679.
Der Choraltar ist dem Kirchenpatron Papst Silvester, die Seitenaltäre der Muttergottes und St.Anna geweiht. Auf den Altären stehen Figuren folgender Heiliger: Silvester, Johannes der Täufer, Johannes Evangelist, Florian, Leonhard, Franziskus, Antonius, Wolfgang, Anna und Stephanus.
Dazu gibt es Gemälde mit den Motiven Herz-Jesu und Herz-Mariens oder Maria-Hilf.
Die Figuren wurden – zumindest zum Teil – von Christoph Thalhammer aus Freising geschnitzt.
Zwei große Gemälde prägen den Eingangsbereich. In der Vorhalle ein Arme-Seelen-Bild, an der Rückseite des Kirchenschiffs ein Votivbild der Ortschaft Appercha aus dem Jahr 1796 als Dank für die himmlische Hilfe bei Hochwasser und Viehseuche.
Eine Besonderheit der Kirche in Appercha ist die Ölberg-Darstellung mit fünf großen Figuren aus dem Beginn des 17. Jahrhunderts.

## Pfarrverband
Die Kirche St. Sylvester in Appercha ist eine Filiale der Pfarrkirche Jarzt. Die Pfarrei Jarzt/Fahrenzhausen bildet zusammen mit der Pfarrei Giebing und der Kuratie Weng einen Pfarrverband, der um die Pfarrei Haimhausen erweitert worden ist. So gehört dieser Pfarrverband wieder zum Dekanat Dachau; damit wird an alte Verhältnisse angeknüpft.